# Ghorban Ali Kalhor
Ghorban Ali Kalhor, pers. قربانعلی کلهر (ur. 9 października 1952) – irański narciarz alpejski, olimpijczyk.

## Występy na IO
| Rok  | Igrzyska Olimpijskie | Konkurencja   | Wyniki            |
| 1972 | Sapporo 1972         | zjazd         | 55.               |
| 1972 | Sapporo 1972         | slalom gigant | niesklasyfikowany |
| 1972 | Sapporo 1972         | slalom        | 33.               |
| 1976 | Innsbruck 1976       | zjazd         | 55.               |
| 1976 | Innsbruck 1976       | slalom gigant | 47.               |
| 1976 | Innsbruck 1976       | slalom        | nie wystartował   |